# Cia Kroon
C.A.M. (Cia) Kroon (Den Haag, 26 november 1961) is een Nederlandse VVD-politica en bestuurster.

## Biografie
Kroon studeerde Huishoudwetenschappen aan de Landbouwuniversiteit Wageningen en is ze afgestudeerd op de ketensamenwerking in de bloemenbranche. Vanaf 2010 zat ze drie jaar in de gemeenteraad van Oegstgeest en vervolgens was ze een jaar wethouder in Lisse. Verder was ze directeur Communicatie bij het ministerie van Onderwijs, Cultuur en Wetenschap en daarna werkte ze als adviseur/interim-manager.

### Burgemeester van Losser
Op 7 februari 2018 werd Kroon geïnstalleerd als burgemeester van Losser. Vanaf 16 november 2021 werd zij in Losser waargenomen door Gerrit Jan Kok wegens ziekte. In oktober 2022 was zij weer voldoende hersteld en hervatte haar werkzaamheden weer in Losser. In september 2023 heeft zij middels een brief aan de gemeenteraad meegedeeld dat zij niet in aanmerking wil komen voor een herbenoeming in Losser.